# Christina Ager
Pour les articles homonymes, voir Ager.
Christina Ager est une skieuse alpine autrichienne, née le 11 novembre 1995.

## Biographie
Elle commence sa carrière dans des courses mineures en 2010.
Aux Jeux olympiques de la jeunesse d'hiver de 2012, elle gagne la médaille d'or par équipes et celle de bronze au super G.
Au Festival olympique de la jeunesse européenne 2013, elle est 2e du slalom et 3e du slalom géant.
Elle découvre la Coupe d'Europe en novembre 2012 et remporte sa première course en janvier 2014, un super combiné.
En novembre 2013, elle participe à sa première épreuve de Coupe du monde à l'occasion du slalom de Levi où elle se classe quatrième à la surprise des observateurs à seulement cinq centièmes de seconde de la troisième Tina Maze.
Elle se spécialise ensuite dans les disciplines de vitesse, après une reconversion pour la saison 2016-2017. Elle récolte quelques top dix lors de la saison 2018-2019, en super G, descente et combiné.

## Palmarès

### Championnats du monde
| Édition / Épreuve | Descente | Super G | Combiné |
| ----------------- | -------- | ------- | ------- |
| 2019 Åre          |          | Abandon | 17e     |

### Coupe du monde
- Meilleur classement général : 49e en 2019.
- 1 podium.

#### Différents classements en coupe du monde
| Année/Classement | Année/Classement | Général | Général | Descente | Descente | Super G | Super G | Slalom géant | Slalom géant | Slalom | Slalom | Combiné | Combiné |
| ---------------- | ---------------- | ------- | ------- | -------- | -------- | ------- | ------- | ------------ | ------------ | ------ | ------ | ------- | ------- |
| Année/Classement | Année/Classement | Class.  | Points  | Class.   | Points   | Class.  | Points  | Class.       | Points       | Class. | Points | Class.  | Points  |
| 2014             | 2014             | 69e     | 66      | -        | -        | -       | -       | -            | -            | 25e    | 66     | -       | -       |
| 2015             | 2015             | 92e     | 206     | -        | -        | -       | -       | -            | -            | 38e    | 19     | -       | -       |
| 2017             | 2017             | 130e    | 3       | 51e      | 3        | -       | -       | -            | -            | -      | -      | -       | -       |
| 2018             | 2018             | 86e     | 40      | 44e      | 9        | 53e     | 4       | -            | -            | -      | -      | 20e     | 27      |
| 2019             | 2019             | 49e     | 140     | 29e      | 57       | 30e     | 43      | -            | -            | -      | -      | 6e      | 40      |

### Coupe d'Europe
- 5 victoires (3 en descente, 1 en super G et 1 en combiné).

En date de décembre 2018

### Championnats d'Autriche
Elle remporte le titre de la descente en 2016.